# Atomosia nuda
Atomosia nuda là một loài ruồi trong họ Asilidae. Atomosia nuda được Hermann miêu tả năm 1912. Loài này phân bố ở vùng Tân nhiệt đới.